# VESA 플러그 앤 디스플레이

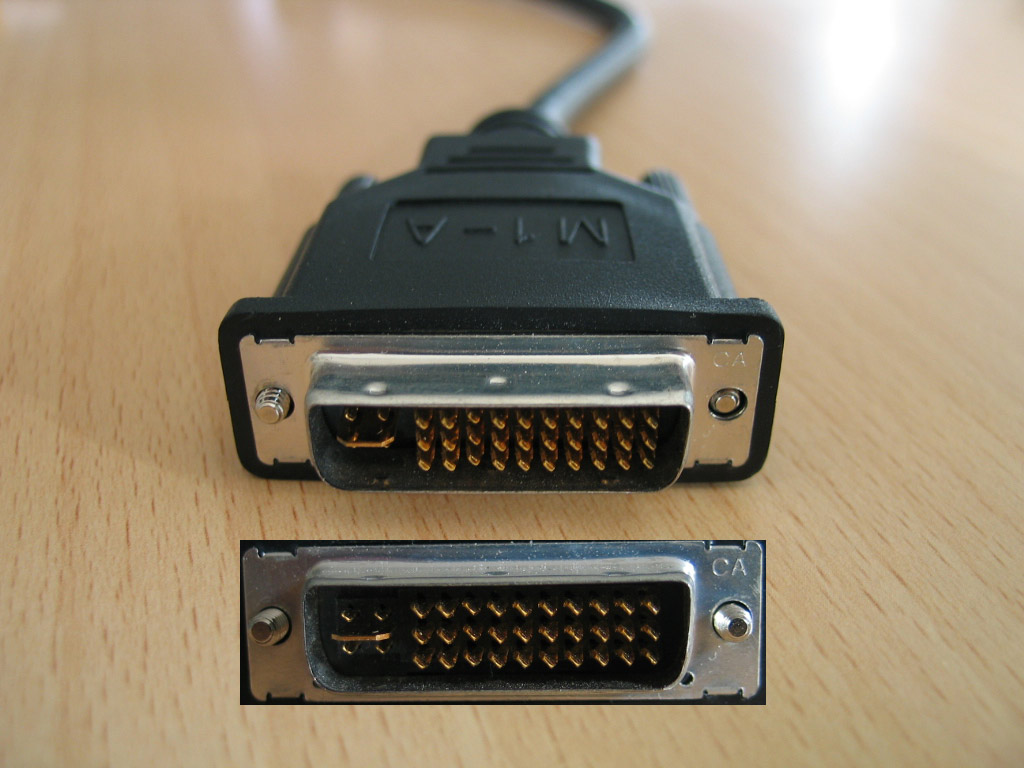
M1-P&D 플러그

VESA 플러그 앤 디스플레이(VESA Plug and Display, 줄여서 P&D)는 비디오 전자공학 표준위원회(VESA)가 1997년에 비준한 평판 디스플레이와 영상 프로젝터와 같은 컴퓨터 디스플레이용 디지털 신호를 전달하는 비디오 커넥터이다. 디지털 비주얼 인터페이스(DVI, 1999)와 VESA 자체의 VESA 디지털 평판(DFP, 1999)을 위한 경쟁 커넥터와 거의 같은 시기에 도입되었으며, VESA 강화 비디오 커넥터(EVC, 1994)의 대체품으로 판매되었다. DVI와 달리 널리 구현되지는 못했다.
P&D 커넥터는 EVC의 30핀 및 쿼드-동축 레이아웃을 공유하며, 디지털 비디오, 아날로그 비디오 및 USB와 IEEE 1394(파이어와이어)를 통한 데이터를 전달한다. 최소한 P&D 커넥터는 디지털 비디오를 전달해야 하며, 이 경우 커넥터는 P&D-D로 지정된다. 디지털 및 아날로그 비디오가 모두 포함된 경우 커넥터는 P&D-A/D로 지정된다.

## 설계
| 마크   | 의미                |        | 마크          | 의미     |
| ------ | ------------------- | ------ | ------------- | -------- |
| A1     | RS-170              | D      | 비표준        |          |
| A2     | RS-343              | D1     | 25–65 MHz     |          |
| A3     | 유로                | D2     | 65–112 MHz    |          |
| A4     | VESA                | D3     | 112–160 MHz   |          |
|        |                     |        |               |          |
| IEEE   | IEEE 1394-1995 지원 |        | USB           | USB 지원 |
| (없음) | IEEE 1394 지원 없음 | (없음) | USB 지원 없음 |          |

P&D 리셉터클 및 플러그는 호환되는 표준을 지정하는 표준화된 기호를 부착해야 한다. 왼쪽 상단 사분면은 아날로그 비디오 지원을 지정한다. 오른쪽 상단 사분면은 디지털 비디오 지원을 지정한다. 하단 사분면은 IEEE 1394 및 USB 지원을 지정한다.:§9.4
모든 P&D 커넥터는 싱글 링크 TMDS 디지털 비디오 신호(최대 160 MHz)를 전달해야 하며, 최소한 VESA 디스플레이 데이터 채널 버전 2를 지원해야 한다.:§10.1 최대 해상도는 60 Hz 주사율에서 1600×1280이다.:§1.2.2
아날로그 비디오 신호는 지원되는 경우 세 개의 분리된 색상 채널(빨간색/녹색/파란색)과 하나의 복합 또는 두 개(수평 및 수직) 동기화 신호로 제공되어야 한다.:§9 각 신호 라인의 공칭 임피던스는 75 Ω이며, 각 채널은 최소 2.4 GHz의 대역폭을 전달할 수 있어야 한다.:§7.10.1.9 아날로그 비디오 신호의 유형 지정은 EVC와 함께 도입된 유형 4 (VESA) 아날로그 DC 프로토콜을 포함하여 신호의 전압 값만 지정한다.:§4.5.2.1
| 신호    | 유형 1 RS-170 | 유형 2 RS-343 | 유형 3 유로 | 유형 4 VESA |
| ------- | ------------- | ------------- | ----------- | ----------- |
| 피크    | +1.000 V      | +0.714 V      | +0.700 V    | +0.700 VDC  |
| 최소    | +0.075 V      | +0.054 V      | +0.000 V    | +0.000 VDC  |
| 공백    | 기준          | 기준          | 기준        | +0.000 VDC  |
| 싱크 팁 | -0.400 V      | -0.286 V      | -0.300 V    | 없음        |

P&D 커넥터는 18–20 VDC 및 최대 1.5 A의 선택적 충전 전원을 지원한다.:§4.6 또한, 스테레오 디스플레이 동기화 신호도 선택적으로 지원된다.:§4.7 USB 및 파이어와이어를 통한 데이터 신호도 선택 사항이다.
USB 버전은 지정되지 않았지만,:§8.5 지원되는 경우 당시의 USB 표준을 위한 것이었을 것이다. USB 커넥터는 프로젝터의 무선 리모컨에서 컴퓨터의 프레젠테이션 소프트웨어로 마우스 움직임을 전달하고 펌웨어 업그레이드를 위한 것이다.
파이어와이어는 지원되는 경우 IEEE 1394-1995 사양을 준수해야 한다.:§8.6

### 커넥터
핀 레이아웃은 VESA EVC에서 복사되었지만, 커넥터 쉘은 약간 다르다. EVC는 사다리꼴 모양을 사용하는 반면, P&D는 D자 모양을 사용한다. 이 인터페이스는 몰렉스에 발행된 특허로 보호된다.:§7.1 P&D의 도입과 함께 EVC는 아날로그 전용 신호용 커넥터로 계속 사용되었으며 때로는 P&D-A로 알려져 있다. EVC/P&D 제품군은 아날로그/디지털 조합(P&D-A/D) 및 디지털 전용(P&D-D) 커넥터로 완성되었다.:§12.1 P&D-A/D는 EVC 장치와 호환되지만(누락된 VESA EVC 기능 제외), P&D-D는 호환되지 않는다.
| 호스트 (리셉터클)모니터 (플러그) | EVC    | P&D-A/D | P&D-D  |
| -------------------------------- | ------ | ------- | ------ |
| EVC                              | 예     | 예      | 아니요 |
| P&D-D                            | 아니요 | 예      | 예     |

내용주
1. 1 2  이 표에서는 EVC가 아날로그 전용 구현이라고 가정한다

일반 P&D 커넥터 외에도 이 표준은 40핀 마이크로리본 커넥터도 지정하는데, 이는 P&D-D를 통해 디지털 비디오 연결을 할 때만 정의된다.:§10.3
P&D 포트는 때때로 애플 디스플레이 단자의 대체 형태로 오해되기도 하지만, ADC는 더 높은 전류를 전달하고, 핀 레이아웃이 다르며, 파이어와이어를 지원하지 않는다.
| 핀 | 기능                                 | P&D-A/D                                     | P&D-D                                       |
| -- | ------------------------------------ | ------------------------------------------- | ------------------------------------------- |
| 1  | 범용, 3번째 접촉                     | TMDS 데이터2 +                              | TMDS 데이터2 +                              |
| 2  | 범용, 3번째 접촉                     | TMDS 데이터2 -                              | TMDS 데이터2 -                              |
| 3  | 범용, 3번째 접촉                     | TMDS 데이터2 리턴                           | TMDS 데이터2 리턴                           |
| 4  | 범용, 3번째 접촉                     | 수평 & 수직 싱크 리턴                       | 사용 안 됨                                  |
| 5  | 범용, 3번째 접촉                     | 수평 싱크 / 복합 싱크                       | 사용 안 됨                                  |
| 6  | 범용, 3번째 접촉                     | 수직 싱크                                   | 사용 안 됨                                  |
| 7  | 범용, 3번째 접촉                     | TMDS 클록 리턴                              | TMDS 클록 리턴                              |
| 8  | 범용, 4번째 접촉                     | 충전 전원 +                                 | 충전 전원 +                                 |
| 9  | 범용, 3번째 접촉                     | 1394 페어 A, 데이터 -                       | 1394 페어 A, 데이터 -                       |
| 10 | 범용, 3번째 접촉                     | 1394 페어 A, 데이터 +                       | 1394 페어 A, 데이터 +                       |
| 11 | 범용, 3번째 접촉                     | TMDS 데이터1 +                              | TMDS 데이터1 +                              |
| 12 | 범용, 3번째 접촉                     | TMDS 데이터1 -                              | TMDS 데이터1 -                              |
| 13 | 범용, 3번째 접촉                     | TMDS 데이터1 리턴                           | TMDS 데이터1 리턴                           |
| 14 | 범용, 3번째 접촉                     | TMDS 클록 +                                 | TMDS 클록 +                                 |
| 15 | 범용, 3번째 접촉                     | TMDS 클록 -                                 | TMDS 클록 -                                 |
| 16 | 범용, 3번째 접촉                     | USB 데이터 +                                | USB 데이터 +                                |
| 17 | 범용, 3번째 접촉                     | USB 데이터 -                                | USB 데이터 -                                |
| 18 | 범용, 4번째 접촉                     | 1394 외부 차폐 (선택 사항) & 충전 전원 리턴 | 1394 외부 차폐 (선택 사항) & 충전 전원 리턴 |
| 19 | 범용, 3번째 접촉                     | 1394 Vg                                     | 1394 Vg                                     |
| 20 | 범용, 3번째 접촉                     | 1394 Vp                                     | 1394 Vp                                     |
| 21 | 범용, 3번째 접촉                     | TMDS 데이터0 +                              | TMDS 데이터0 +                              |
| 22 | 범용, 3번째 접촉                     | TMDS 데이터0 -                              | TMDS 데이터0 -                              |
| 23 | 범용, 3번째 접촉                     | TMDS 데이터0 리턴                           | TMDS 데이터0 리턴                           |
| 24 | 범용, 3번째 접촉                     | 스테레오 싱크                               | 사용 안 됨                                  |
| 25 | 범용, 3번째 접촉                     | DDC 리턴 & 스테레오 싱크 리턴               | DDC 리턴 & 스테레오 싱크 리턴               |
| 26 | 범용, 3번째 접촉                     | DDC 데이터 (SDA)                            | DDC 데이터 (SDA)                            |
| 27 | 범용, 3번째 접촉                     | DDC 클록 (SCL)                              | DDC 클록 (SCL)                              |
| 28 | 범용, 4번째 접촉                     | +5 VDC                                      | +5 VDC                                      |
| 29 | 범용, 3번째 접촉                     | 1394 페어 B, 클록 +                         | 1394 페어 B, 클록 +                         |
| 30 | 범용, 3번째 접촉                     | 1394 페어 B, 클록 -                         | 1394 페어 B, 클록 -                         |
| C1 | 유사 동축, 4번째 접촉                | 빨간색 비디오 출력                          | 사용 안 됨                                  |
| C2 | 유사 동축, 4번째 접촉                | 녹색 비디오 출력                            | 사용 안 됨                                  |
| C3 | 유사 동축, 4번째 접촉                | 픽셀 클록 (선택 사항)                       | 사용 안 됨                                  |
| C4 | 유사 동축, 4번째 접촉                | 파란색 비디오 출력                          | 사용 안 됨                                  |
| C5 | 유사 동축 라인 공통 접지, 2번째 접촉 | 비디오 / 픽셀 클록 리턴                     | 기계식 키로 사용됨                          |

## 다른 이름
- M1-DA, 인포커스에서 사용한 이름 (종종 M1으로 줄여 부름)